# Öhringen

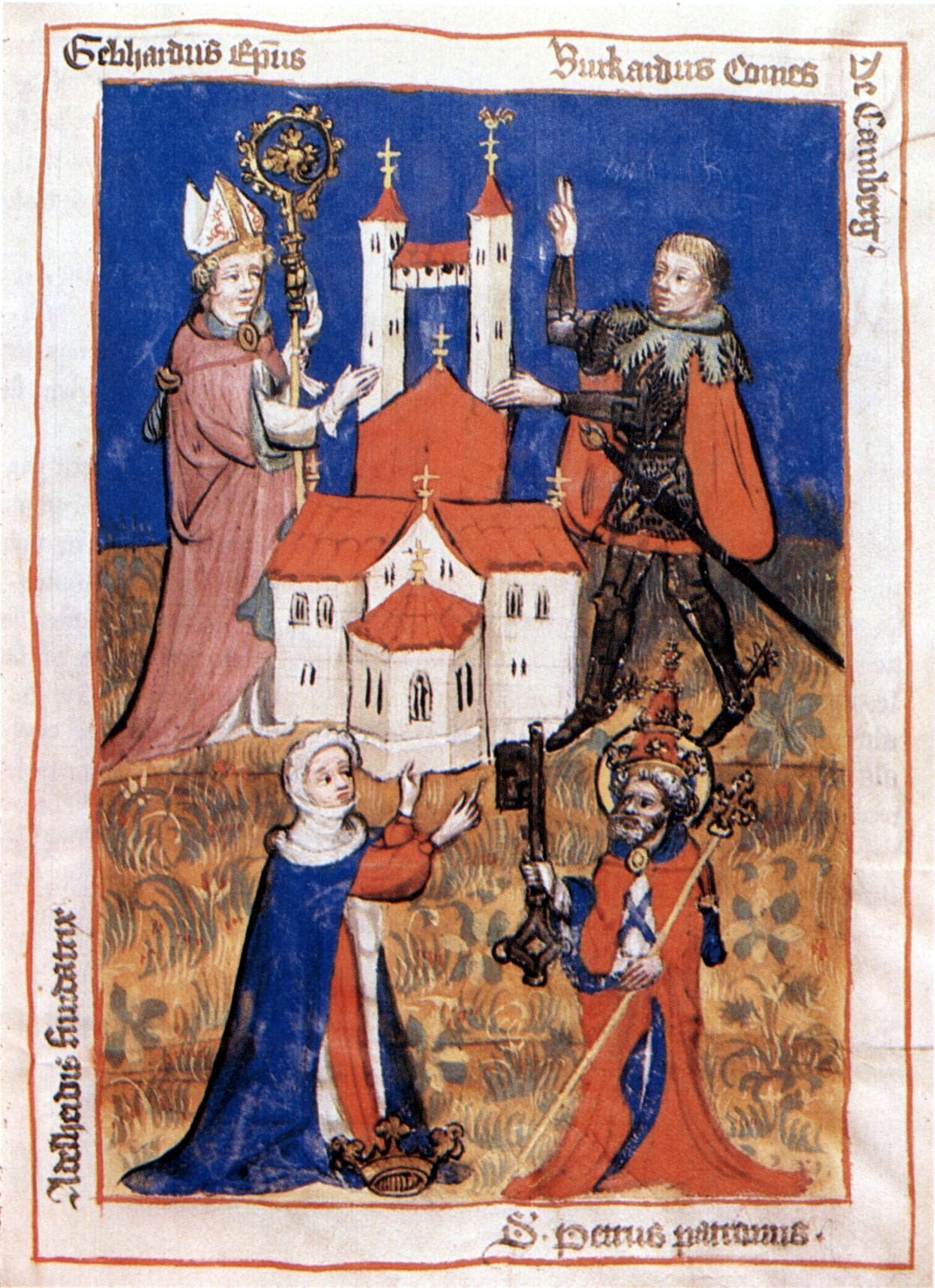

Öhringen (pronunciación en alemán: /ˈøːʁɪŋən/ⓘ) es una ciudad, situada en el distrito de Hohenlohe, Land de Baden-Wurtemberg, Alemania y cerca de la ciudad de Heilbronn.
Con una población de 22.811 habitantes, öhringen se sitúa como ciudad más poblada del distrito de Hohenlohe. Se trata de una ciudad eminentemente medieval, y cuenta entre sus edificaciones antiguas, con una ostentosa iglesia Evangélica (Stiftskirche, en su nombre alemán) en cuyo interior se encuentran estatuas en madera de cedro que datan del siglo XV, así como diversas tumbas y monumentos; el edificio renacentista sede del Ayuntamiento; un antiguo monasterio, erigido en 1034 y hoy utilizado como biblioteca, y la antigua residencia del príncipe de Hohenlohe-Öhringen.
Öhringen era conocida como Vicus Aurelii por los romanos. Al este, se encuentran las ruinas del muro fronterizo del antiguo Limes. También se han hallado numerosas inscripciones que datan también de la época de los asentamientos romanos en la región, incluyendo vestigios de tres campamentos.

## Cultura

### Museos
- El museo Weygang, es un museo de historia local, y acoge una colección de piezas romanas.
- El museo Werkstatt Pflaumer, que acerca al arte y profesión de la cerrajería y molienda.
- El museo Meeres, es un museo del mar, y cuenta que cuenta entre otros, con una gran colección de conchas.

### Arquitectura
La plaza del mercado medieval es la pieza central del área urbana. Desde ella, se puede contemplar el castillo de Hohenlohe (Schloss), que atrae a muchos visistantes y que, hoy se usa como ayuntamiento. Muy cerca, se encuentra la iglesia protestante (Stiftskirche).
En la ciudad también se encuentran otras iglesias, incluyendo la Spitalkirche de canta Ana y santa Isabel (hoy protestante, construida en 1376), el cementerio santa Ana (construido en 1520, también protestante) y la iglesia católica de san José obrero (1961).
También son considerados lugares de interés la Puerta superior (1792), el antiguo deanato, la "casa de invitados" del emperador romano, el Castillo Amarillo y el Tierhofgarten (una gran jardín en el que habitan además, ciertos animales).

### Copa del Mundo de Fútbol
Durante la Copa Mundial de Fútbol de 2006, el equipo nacional de Australia, los Socceroos utilizaron la ciudad como lugar de entrenamiento. Los Socceroos entrenaron en el estadio local de fútbol del club TSG Öhringen, y se alojaron en el cinco estrellas Wald-und-Schlosshotel, un antiguo pabellón de caza, cerca de Friedrichsruhe.
Los australianos recibieron una recepción oficial por parte del alcalde de la ciudad, Jochen Kübler. El equipo acabó segundo en un grupo F dominado por Brasil, pero cayó en octavos de final frente a Italia tras un controvertido tiro penal  en los últimos minutos de partido.

## Población
Los registros demográficos de Öhringen se remontan a 1798, cuando el municipio contaba con apenas 3000 habitantes. Hoy día, con 22.000 habitantes, Öhringen se posiciona como núcleo más poblado de su distrito.

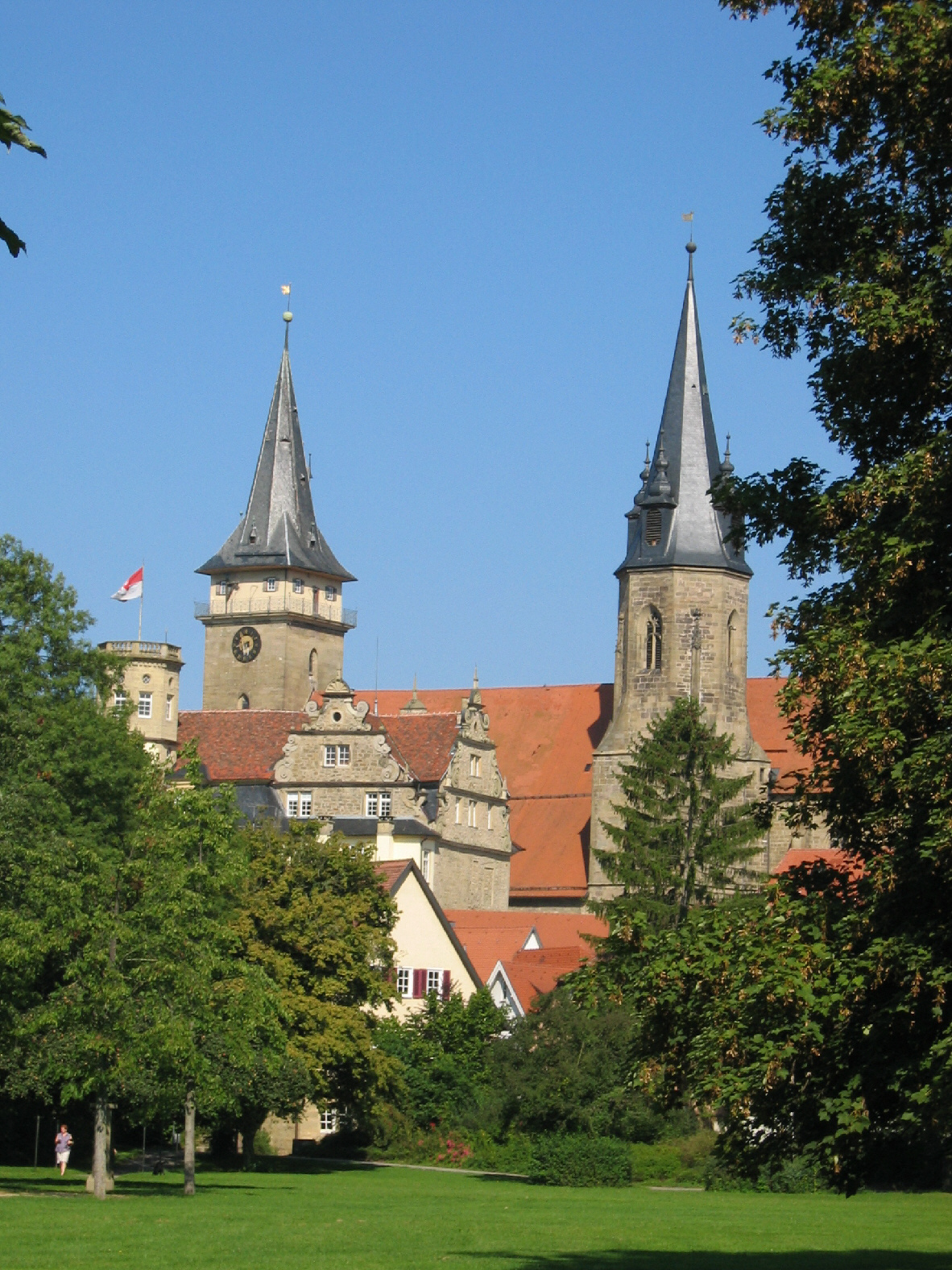
Iglesia y Castillo de Öhringen, Alemania

| Fecha                    | Población |
| ------------------------ | --------- |
| 1798                     | 3.157     |
| 1810                     | 3.419     |
| 1823                     | 3.291     |
| 1843                     | 3.235     |
| 1861                     | 3.798     |
| 1 de diciembre de 1871   | 3.412     |
| 1 de diciembre de 1880   | 3.723     |
| 1 de diciembre de 1890   | 3.914     |
| 1 de diciembre de 1900   | 3.570     |
| 1 de diciembre de 1910   | 3.801     |
| 16 de junio de 1925      | 4.208     |
| 16 de junio de 1933      | 4.618     |
| 17 de mayo de 1939       | 4.582     |
| Diciembre de 1945        | 5.858     |
| 13 de septiembre de 1950 | 7.475     |
| 6 de junio de 1961       | 10.050    |
| 27 de mayo de 1970       | 11.367    |
| 31 de diciembre de 1975  | 16.011    |
| 31 de diciembre de 1980  | 16.211    |
| 27 de mayo de 1987       | 16.942    |
| 31 de diciembre de 1990  | 18.535    |
| 31 de diciembre de 1993  | 20.623    |
| 31 de diciembre de 1995  | 21.433    |
| 31 de diciembre de 2000  | 22.208    |
| 31 de diciembre de 2005  | 22.706    |

## Política Municipal

### Alcaldes
La ciudad de Öhringen ha tenido trece alcaldes desde 1766.

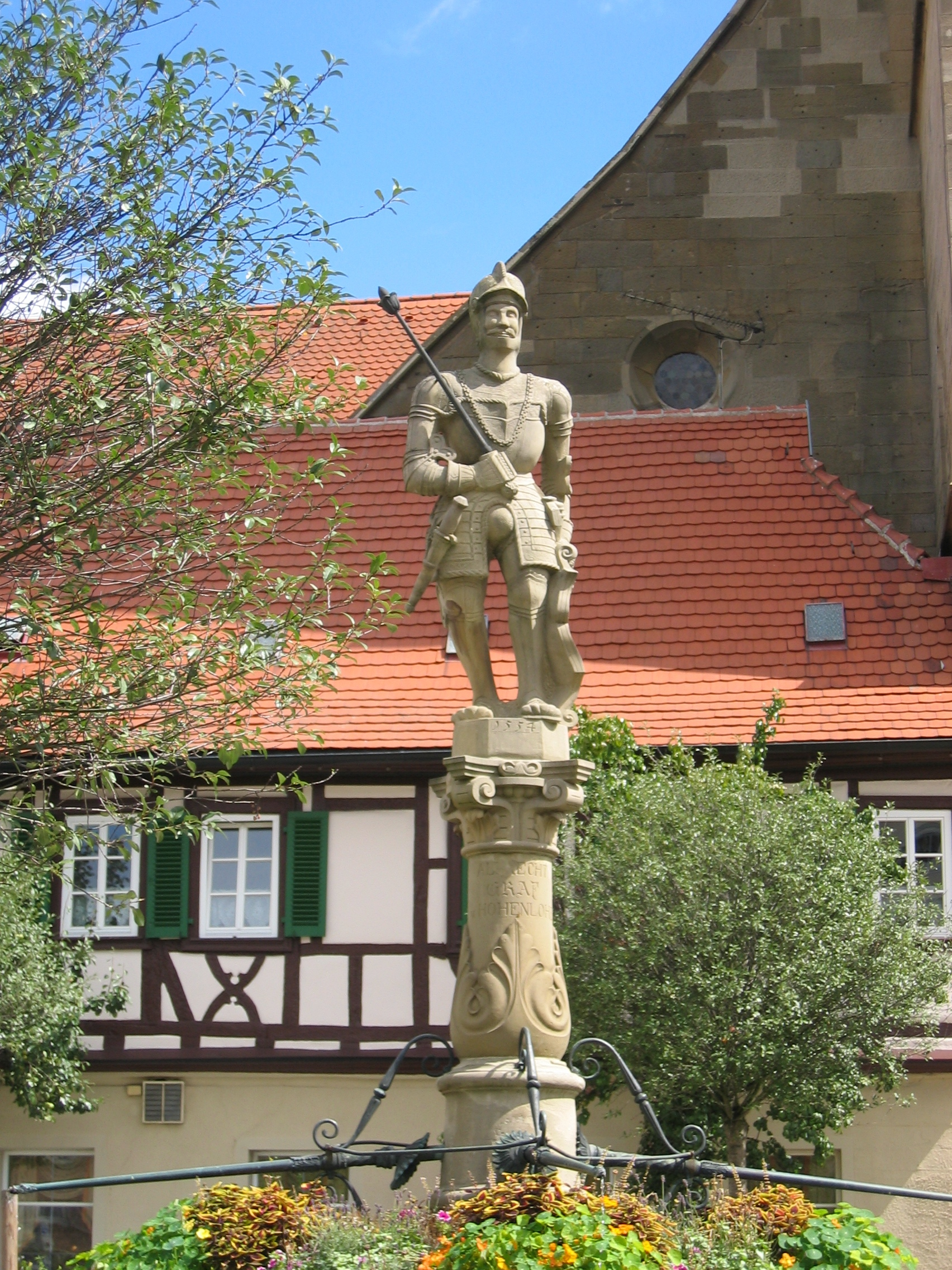
Fuente en la plaza del Mercado en Öhringen.

- 1766-1784: Johann Friedrich Heinle
- 1804-1820: Johann Michael Heinle
- 1820-1830: Karl Friedrich Gottlob von Weizsäcker
- 1867-1873: Rößle
- 1887-1906: Schäufele
- 1906-1918: Albert Meyder
- 1919-1945: Peter Berner
- 1945-1948: Wilhelm Rösch
- 1948-1954: Franz Illenberger
- 1954-1967: Richard Laidig
- 1967-1987: Ulrich Fahrenbruch
- 1987-2009: Jochen K. Kübler, CDU
- 2009-heute: Thilo Michler

### Gobierno Municipal
| CDU     | 39,9 % | -3,8 | 15 concejales | ±0 |
| FDP/DVP | 19,5 % | +3,8 | 7 concejales  | +2 |
| FWG     | 16,0 % | +0,4 | 6 concejales  | +1 |
| SPD     | 15,9 % | -4,3 | 5 concejales  | -1 |
| UNS     | 8,7 %  | +8,7 | 3 concejales  | +3 |
| Andere  | 0,0 %  | -4,9 | 0 concejales  | -1 |

## Personalidades
Carl, Ernst Ludwig, economista